# Schlegelite
La schlegelite è un minerale.